# Michał Figlak
Michał Figlak (ur. 15 sierpnia 1996 w Poznaniu) – polski zawodnik mieszanych sztuk walki (MMA) walczący w wadze lekkiej. Walczył dla Cage Warriors oraz UFC.

## Kariera MMA

### Wczesna kariera
Figlak od lat mieszka i trenuje w Anglii. Polak po kilkunastu walkach na amatorskiej scenie w Anglii, na zawodowstwo przeszedł w 2018 roku. W debiucie na gali Krwawy Sport 1, 11 marca 2018 pokonał przez techniczny nokaut w drugiej rundzie Fabrizio Calio. W kolejnej walce decyzją sędziów pokonał Brneigo Gomma, zadając mu pierwszą przegraną w karierze i zdobył pas mistrzowski organizacji Raged UK.

### Cage Warriors
We wrześniu 2020 roku Polak zadebiutował w organizacji Cage Warriors, gdzie podczas 114 edycji ciosami w trzeciej rundzie odprawił Obana Elliotta.
Podczas gali Cage Warriors 117, która odbyła się 10 grudnia 2020 efektowanie znokautował na początku drugiej rundy Anthony'ego O'Connora.
18 marca 2021 na Cage Warriors 120: Richardson vs. Kauppinen technicznie znokautował Stevena Hoopera, kiedy to po dwóch brutalnych odsłonach starcia lekarz nie wypuścił go do rundy trzeciej.
2 października 2021 na Cage Warriors 129: Shanks vs. Creasey pokonał Anglika, Kierana Listera przez jednogłośną decyzję (30-27, 30-27, 30-27).
Ponad dwa miesiące później zmierzył się ze Stevie McIntosh na gali Cage Warriors 132. Ciągłe trafianie rywala mocnymi ciosami, jak i sukcesywnie sprowadzanie do parteru doprowadziły go do pewnego zwycięstwa przez jednogłośną decyzję sędziów.
22 lipca 2022, podczas Cage Warriors 141: Driscoll vs. Hardwick zmierzył się z Agy'm Sardari. Figlak, który był widocznie lepszy od swojego rywala w każdym elemencie walki zwyciężył jednogłośną decyzją sędziów.

### UFC
W sierpniu 2022 ogłoszono, że podpisał kontrakt z organizacją UFC. W oktagonie amerykańskiego giganta zadebiutował przy okazji gali UFC Fight Night Gane vs. Tuivasa, która odbyła się 3 września 2022 w Paryżu. Jego rywalem był Francuz, Farès Ziam. Figlak zaliczył nieudany debiut, przegrywając jednogłośną decyzją sędziów.
Podczas gali UFC 286, która odbyła się 18 marca 2023 w Londynie miał zmierzyć się z debiutującym pod sztandarem UFC, Chrisem Duncanem. 14 stycznia 2023 jego niedoszły rywal poinformował za pośrednictwem mediów społecznościowych, iż Figlak wypadł z pojedynku.
Ponad rok później powrócił do oktagonu UFC podczas kwietniowej gali UFC Fight Night, mierząc się z finalistą programu TUF 31, Austinem Hubbardem. Po trzech rundach wszyscy sędziowie jednogłośnie punktowali 29-28 dla Amerykanina, który zadał Figlakowi drugą porażkę w UFC, a zarazem drugą porażkę w karierzę. Decyzja sędziów jest uznawana za kontrowersyjną, ponieważ wielu fanów, komentatorów i dziennikarzy wyraziło swoją opinię, że to Figlak wygrał walkę. Z 10 ekspertów medialnych punktujących starcie, wszyscy przyznali zwycięstwo Figlakowi.
15 stycznia 2025 roku na profilu "UFC Roster Watch" poinformowano o zwolnieniu Figlaka z organizacji UFC.

## Osiągnięcia

### Mieszane sztuki walki
- 2015: Amatorski mistrz Golden Ticket Fight Promotions[21]

- 2019: Mistrz Raged UK w wadze lekkiej[6]

## Lista zawodowych walk w MMA
| Wynik     | Bilans | Przeciwnik (bilans przed walką) | Rozstrzygnięcie                                                     | Runda | Czas | Rozgrywki                                     | Data       | Miejsce     | Uwagi                                                                       |
| --------- | ------ | ------------------------------- | ------------------------------------------------------------------- | ----- | ---- | --------------------------------------------- | ---------- | ----------- | --------------------------------------------------------------------------- |
| Przegrana | 8-2    | Austin Hubbard (15-7)           | Decyzja (jednogłośna)                                               | 3     | 5:00 | UFC Fight Night: Nicolau vs. Perez            | 27.04.2024 | Las Vegas   |                                                                             |
| Przegrana | 8-1    | Farès Ziam 12-4)                | Decyzja (jednogłośna)                                               | 3     | 5:00 | UFC Fight Night: Gane vs. Tuivasa             | 03.09.2022 | Paryż       | Debiut w UFC.                                                               |
| Wygrana   | 8-0    | Agy Sardari (15-3)              | Decyzja (jednogłośna)                                               | 3     | 5:00 | Cage Warriors 141: Driscoll vs. Hardwick      | 22.07.2022 | Londyn      |                                                                             |
| Wygrana   | 7-0    | Stevie McIntosh (7-2)           | Decyzja (jednogłośna)                                               | 3     | 5:00 | Cage Warriors 132: Wooding vs. Abreu          | 11.12.2021 | Londyn      |                                                                             |
| Wygrana   | 6-0    | Kieran Lister (6-1-2)           | Decyzja (jednogłośna)                                               | 3     | 5:00 | Cage Warriors 129: Shanks vs. Creasey         | 02.10.2021 | Londyn      |                                                                             |
| Wygrana   | 5-0    | Steven Hooper (5-3)             | TKO (niezdolność do kontynuowania walki - przerwanie przez lekarza) | 2     | 5:00 | Cage Warriors 120: Richardson vs. Kauppinen   | 18.03.2021 | Londyn      |                                                                             |
| Wygrana   | 4-0    | Anthony O'Connor (4-3)          | KO (cios)                                                           | 2     | 0:17 | Cage Warriors 117: The Trilogy Strikes Back 1 | 10.12.2020 | Londyn      |                                                                             |
| Wygrana   | 3-0    | Oban Elliott (3-0)              | TKO (ciosy pięściami)                                               | 3     | 2:47 | Cage Warriors 114: Faiddine vs. Shanks        | 24.09.2020 | Manchester  | Debiut w Cage Warriors.                                                     |
| Wygrana   | 2-0    | Bernie Gomm (4-0)               | Decyzja (jednogłośna)                                               | 3     | 5:00 | Raged UK 11                                   | 21.09.2019 | Swindon     | Przejście do wagi lekkiej. Zdobył pas mistrzowski Raged UK w wadze lekkiej. |
| Wygrana   | 1-0    | Fabrizio Calio (2-3-1)          | TKO (ciosy pięściami w parterze)                                    | 2     | 1:08 | Krwawy Sport 1                                | 11.03.2018 | Southampton | Debiut w wadze piórkowej.                                                   |

## Życie prywatne
Jego brat Mateusz Figlak także jest zawodnikiem MMA, walczącym w wadze półśredniej.